# استیون اکوئت
استیون اکوئت (انگلیسی: Steven Eckholdt؛ زادهٔ ۶ سپتامبر ۱۹۶۱) هنرپیشه اهل ایالات متحده آمریکا است.
از فیلم‌ها یا برنامه‌های تلویزیونی که وی در آن نقش داشته‌است می‌توان به ان‌سی‌آی‌اس، پیامی در بطری، کدبانوهای وامانده، سی‌اس‌آی: میامی، کسل، و پرونده سرد اشاره کرد.